# Ein starkes Team: Im Visier des Mörders
Im Visier des Mörders ist ein deutscher Fernsehfilm von Georg Schiemann aus dem Jahr 1999. Es handelt sich um die 10. Folge der Krimiserie Ein starkes Team mit Maja Maranow und Florian Martens in den Hauptrollen.

## Handlung
Die drei Jugendlichen Katrin, Ramona und Nils verbringen ihre Tage mit Gelegenheitsdiebstählen. Sie brauchen Geld, um ihren großen Traum zu verwirklichen, nach Neuseeland auszuwandern. Dabei machen sie wenig Fortschritte. Kleine Laden- und Taschendiebstähle bringen zu wenig ein. Der dreiste Diebstahl eines Cabriolets direkt vor einem Berliner Straßencafé beschert ihnen zwar eine Spritztour durch die Stadt, aber zum Verkauf solcher Ware fehlen ihnen die entsprechenden Kontakte. Abends gehen die drei getrennte Wege. Nils wohnt noch bei seinen Eltern, Ramona verdient sich als Prostituierte etwas dazu und Katrin, die obdachlos ist, sucht sich eine unbeobachtete Ecke in irgendeinem halbwegs warmen Hausflur. Dabei beobachtet sie einen Mann, der seine Wohnung verlässt, ohne die Türe hinter sich richtig zu schließen. Das ist ihre Chance. Direkt im Eingangsbereich findet sie eine volle Brieftasche und steckt sie ein. Dann macht sie einen grausigen Fund. In der Wohnung liegt die von Blut überströmte Leiche des erschlagenen Wohnungsbesitzers Clemens Thielen. Katrin flüchtet Hals über Kopf.
Die Mordermittlung übernimmt das SEK zur Unterstützung der Mordkommission. Kriminalhauptkommissar Otto Garber und seine Kollegin Verena Berthold haben auch bald eine Verdächtige, denn Katrin wurde von einem Streifenpolizisten beobachtet, während sie Thielens Geldbeutel entleerte, um ihn danach in einem Abfallbehälter zu entsorgen. Ihre Geschichte, sie habe den Geldbeutel irgendwo gefunden, ist zwar wenig glaubhaft, aber es gibt keinen Beweis für Katrins Anwesenheit am Tatort. Außerdem ist es kaum vorstellbar, dass das zierliche Mädchen Thielen auf so brutale Weise getötet haben könnte. Katrin kommt also wieder auf freien Fuß. Die Ermittlungen bringen auch mögliche andere Hintergründe der Tat ans Licht. Das Opfer war Beamter bei der Berliner Ausländerbehörde und ermittelte zuletzt auf einer Baustelle an der Leipziger Straße. Dort wurde die Leiche eines ermordeten Arbeiters gefunden. Möglicherweise hatte er den Mord beobachtet. Aber auch Ungereimtheiten bei den Papieren der ausländischen Bauarbeiter wären ein Motiv.
Verena und Otto stellen auch außerdienstliche Ermittlungen an. Verena trifft in ihrer Dachwohnung Thielens Chef Holdag, der sie bei einem Gläschen Wein auffällig eifrig zu überzeugen versucht, dass Thielen in großem Stil gefälschte Dokumente für illegale Arbeiter ausgestellt hat und sein Mörder sicher in dieser Klientel zu finden sein wird. Otto sucht auf den Straßen nach Katrin und bietet ihr Abendessen und Übernachtung in seiner Wohnung an. Dabei erzählt sie ihm auch tatsächlich die wahre Geschichte, wie sie an Thielens Geldbeutel gekommen ist. Am nächsten Tag holt Verena Otto an der Haustüre ab und ist entsetzt, dass er eine minderjährige Verdächtige bei sich hat übernachten lassen. Auch seine Neuigkeit, dass Katrin den Mörder gesehen hat und identifizieren kann, ändert daran nichts, denn das steht schon als Titelstory in einer Berliner Zeitung. Katrin hatte sich Nils anvertraut, und der hat die Geschichte an einen Journalisten verkauft. Als Konsequenz hat die einzige Zeugin bald zwei Verfolger: Thielens Mörder Holdag und dessen Komplizen Dudakow, der als Vorarbeiter auf der Großbaustelle arbeitet und dort den illegalen Arbeiter ermordet hat, der zu viel über die Herkunft der gefälschten Dokumente wusste. Holdag versucht zunächst, Katrin in seine Gewalt zu bringen. Doch das Mädchen ist clever, dabei entwischt sie nicht nur ihrem Jäger, sondern auch der Polizei, die sie beschützen will. Zusammen mit ihrem Freund Nils will sie jetzt Holdag erpressen. Verena findet heraus, dass nicht Thielen, sondern Holdag für die Ausstellung der falschen Papiere der Bauarbeiter verantwortlich war und sich diese Dienstleistung gut bezahlen ließ. Als Thielen bei seiner letzten Baustellenkontrolle dahinter kam, hatte Holdag ihn kurzerhand erschlagen. Verena und Otto können Holdag gerade noch rechtzeitig stellen, als er sich auf der Baustelle mit Katrin und Nils zur Geldübergabe trifft, wo Dudakow mit einem Präzisionsgewehr auf der Lauer liegt, um die Erpresser zu erledigen. Nach einem Schusswechsel mit der Polizei können Holdag und Dudakow festgenommen werden.

## Drehorte (Auswahl)
- Das Cabriolet wurde am Georg -Grosz-Platz gestohlen
- Die Großbaustelle war der Neubau in der Mauerstrasse 13
- Das Stammlokal der Jugendlichen war unter der Bahnstrecke im Lotte -Lenya-Bogen 559
- Katrin entsorgt Thielens Geldbeutel vor dem Haus Wilmersdorfer Straße 151
- Verenas Wohnung mit Blick auf den Turm der Trinitatis-Kirche war im rundum verglasten Obergeschoss der Goethestrasse 50a, heute das Hotel Art`appart
- Ottos Wohnung ist in dieser Episode im Hinterhaus der Skalitzer Straße 34

## Hintergrund
Im Visier des Mörders wurde in Berlin gedreht und am 27. März 1999 um 20:15 Uhr im ZDF erstausgestrahlt.
Sputnik, dessen Rolle in der Serie als ein Running Gag angelegt ist, hat in dieser Folge eine Gaststätte eröffnet, in der er deutsche Hausmannskost nach dem Prinzip „Futtern wie bei Muttern“ anbietet.

## Kritik
Die Kritiker der Fernsehzeitschrift TV Spielfilm meinen: „Auch dieser Fall des Berliner Kabbelduos Bertold/Garber bietet wieder alles, was der Gebührenzahler von einem guten Fernsehkrimi erwarten darf: ausgefeilte Wortgefechte, kumpelhafte Darsteller, gute Kameraarbeit sowie ein gesundes Maß an Mutterwitz und Action.“ Fazit: „Wir freuen uns auf die nächsten Einsätze.“